# Loc-Eguiner
Loc-Eguiner é uma comuna francesa na região administrativa da Bretanha, no departamento Finisterra. Estende-se por uma área de 11,67 km². Em 2010 a comuna tinha 410 habitantes (densidade: 35,1 hab./km²).